# بران (رومانيا)

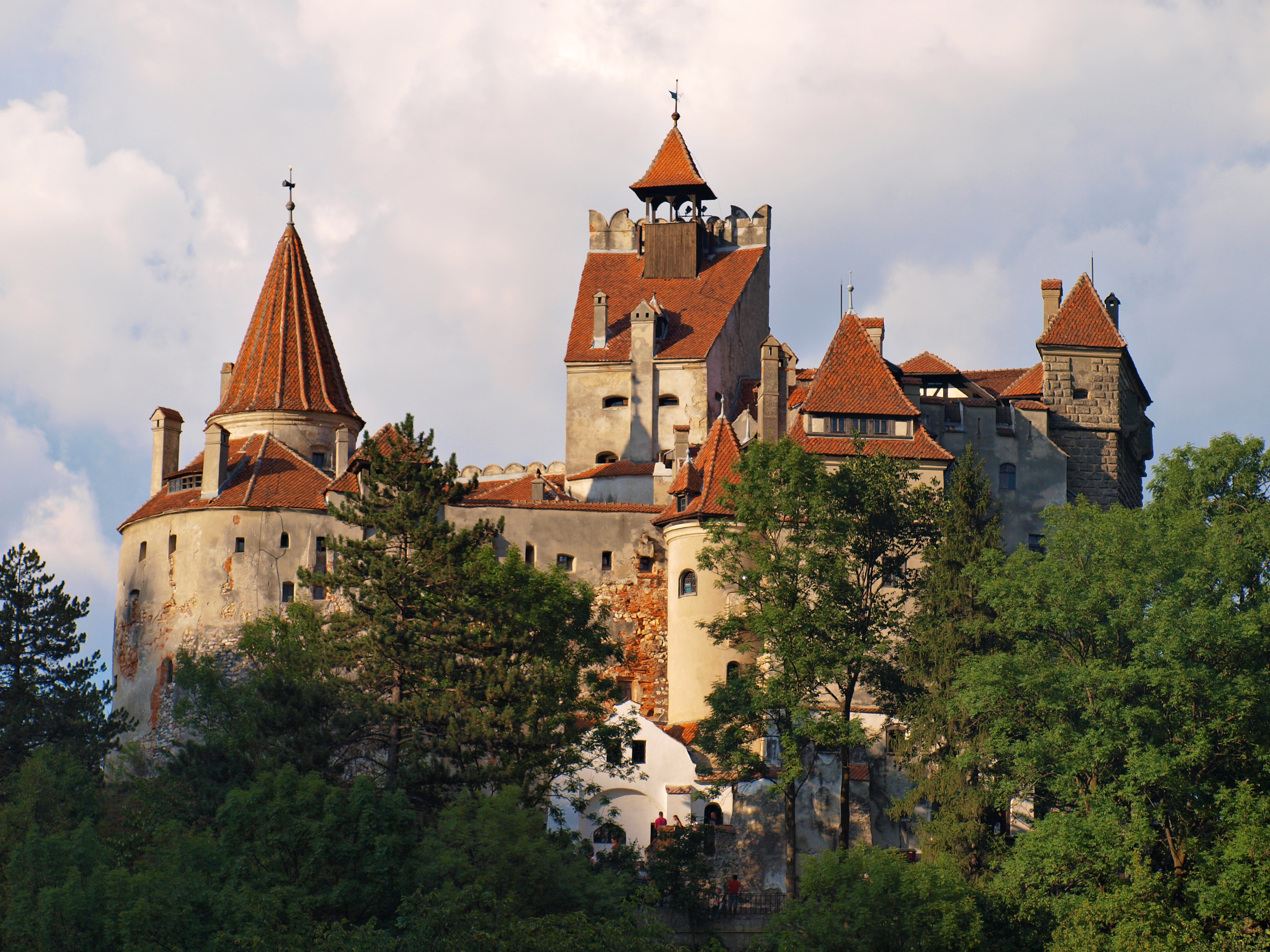
قلعة بران

بران (بالرومانية: Bran) هي بلدة تقع في مقاطعة براشوف، الواقعة في إقليم ترانسيلفانيا في جمهورية رومانيا. تقع على بعد حوالي 25 كيلومترًا جنوب غرب مدينة براشوف. تُعتبر قلعة بران التي تعود إلى القرون الوسطى وجهة سياحية رائجة، ويعود جزء من شعبيتها إلى الترويج السياحي التي ربطتها بشخصية دراكولا في رواية برام ستوكر الشهيرة. وقد أُدرجت القلعة ضمن عجائب رومانيا السبع.